# مک‌براید ۱۵۸۳۴
سیارک ۱۵۸۳۴ (به انگلیسی: 15834 McBride، نامگذاری:1995CT1) پانزده هزار و هشتصد و سی و چهارمین سیارک کشف شده‌است که در ۴ فوریه ۱۹۹۵ کشف شد.
قدر مطلق سیارک برابر ۱۸.۶ است.